# 四眼小庸鰈
四眼小庸鰈為輻鰭魚綱鰈形目鰈亞目牙鮃科的其中一種，為熱帶海水魚，分布於東太平洋區，加利福尼亞灣至秘魯海域，棲息深度可達140公尺，體長可達36公分，棲息在沙泥底質大陸棚及大陸坡，生活習性不明，可作為食用魚或製成魚粉。

## 扩展阅读
維基物種上的相關：四眼小庸鰈